# Аппал, Присцила
Присцила Аппал (англ. Priscila Uppal; 30 октября 1974, Оттава — 5 сентября 2018, Торонто) — канадская поэтесса, прозаик, драматург и литературовед. Член Королевского общества Канады (2016).

## Биография
Присцила Аппал родилась в Оттаве в 1974 году. В 1997 году получила первую степень в Йоркском университете, а на следующий год — степень магистра искусств в Торонтском университете.
В 1998 году в свет вышел первый стихотворный сборник Аппал — «Как пустить кровь камню» (англ. How to Draw Blood from a Stone). Как и четыре следующих книги Аппал, этот сборник был выпущен издательством Exile Editions. В 1999, 2001 и 2003 году в свет вышли ещё три сборника стихов Аппал, а в 2002 году был опубликован её первый роман — «Божественная экономика спасения» (англ. The Divine Economy of Salvation). Героиня романа, которую мучат воспоминания о прошлом, пытается найти убежище в монастыре, но история её жизни становится известна и там. Сборник 2001 года «Притворяясь умирающей» (англ. Pretending to Die) был включён в шорт-лист канадской литературной премии ReLit.
В 2004 году Аппал закончила докторат в Йоркском университете. В дальнейшем она преподавала в этом вузе гуманитарные предметы и английский язык, уже в 2006 году став штатным профессором. В 2005 году увидела свет созданная совместно с фотографом Дэниелом Эренуэртом книга «Сон о Холокосте» (англ. Holocaust Dream), где автор размышляет об ужасах концентрационных лагерей, а ещё через год — стихотворный сборник «Насущные потребности» (англ. Ontological Necessities), в 2007 году включённый в шорт-лист главной канадской поэтической премии — Гриффиновской поэтической премии (англ. Griffin Poetry Prize).
Второй роман Аппал — «Всем заинтересованным лицам» (англ. To Whom It May Concern) — был издан в 2009 году. Его сюжетная линия, согласно Канадской энциклопедии, представляющая собой парафраз истории короля Лира, рассказывает об инвалиде, пытающемся остановить крушение своего личного мира. К зимней Олимпиаде 2010 года в Ванкувере Аппал, которую журнал Time Out London назвал «самым потрясным поэтом Канады» (англ. Canada’s coolest poet), получила должность штатного поэта фонда «Канадские спортсмены сейчас» (англ. Canadian Athletes Now Fund), сохранив за собой эту позицию и через два года, на летней Олимпиаде в Лондоне. Результатом сотрудничества стали две книги стихов — «Winter Sport: Poems» (2010) и «Summer Sport: Poems» (2013). Также в 2013 году вышла книга мемуаров Аппал «Проекция: встречи с моей сбежавшей матерью». Книга, рассказывающая о воссоединении с матерью Присцилы Терезой, некогда оставившей мужа-инвалида с маленькими детьми, вошла в шорт-лист Премии генерал-губернатора в области нехудожественной литературы и Приза писательского фонда Хилари Уэстон (англ. Hilary Weston Writers' Trust Prize for Nonfiction).
Помимо художественных произведений, Аппал издавала также научные труды. В 2009 году вышла в свет её монография «Мы то, что мы оплакиваем: современная англо-канадская элегия». Аппал, входившая в совет директоров Совета по искусствам Торонто, также выступала в роли редактора литературных антологий (в 2004 году — антологии канадских поэтесс южноазиатского происхождения «Красный шёлк», в 2009 году — антологии 20 канадских поэтов «Книга изгнания поэзии в переводах», в 2011 году — сборника «Лучшая канадская поэзия», а также сборников очерков о канадских авторах Барри Калахане и Мэтте Коэне).
В 2015 году у Присцилы Аппал была диагностирована синовиальная саркома — редкая и агрессивная форма рака. Тема болезни и смерти с этого момента стала занимать важное место в её творчестве, в частности, отразившись в опубликованной в 2017 году пьесе «Что сказала Линда». Эта пьеса была основана на опыте общения с актрисой Линдой Гриффитс, умершей от рака примерно в то же время, когда он был диагностирован у Аппал.
В 2016 году Аппал была избрана членом Академии искусств и гуманитарных наук Королевского общества Канады. Она умерла в Торонто в сентябре 2018 года в возрасте 43 лет; уже после её смерти увидели свет последний сборник её стихов «На второй взгляд» (англ. On Second Thought: Collected Poems) и редактировавшаяся ею совместно с Меган Стримас «Ещё одна проблемная антология раковых стихотворений» (Another Dysfunctional Cancer Poem Anthology).

### Поэтические сборники
- 1998 — How to Draw Blood from a Stone
- 1999[6] — Confessions of a Fertility Expert
- 2001 — Pretending to Die
- 2003 — Live Coverage
- 2006 — Ontological Necessities
- 2010 — Traumatology
- 2010 — Successful Tragedies: Poems 1998—2010
- 2010 — Winter Sport: Poems
- 2013 — Summer Sport: Poems
- 2015 — Sabotage
- 2018 — On Second Thought: Collected Poems

### Проза
- 2002 — The Divine Economy of Salvation
- 2005 — Holocaust Dream[6]
- 2009 — To Whom It May Concern
- 2013 — Projection: Encounters with my Runaway Mother
- 2015 — Cover Before Striking

### Драматургия
- 2014 — Six Essential Questions
- 2017 — What Linda Said

Произведения Присцилы Аппал переведены на хорватский, нидерландский, французский греческий, корейский, итальянский и латышский языки.